# Elektrolytischer Trog
Der elektrolytische Trog ist eine einfache physikalische Versuchsanordnung zur Messung und Darstellung elektrischer Felder in Lösungen. Häufig wird Leitungswasser als schwach leitender Elektrolyt verwendet, in das die Elektroden eintauchen. Außerdem wird keine Gleichspannung, sondern eine Wechselspannung angelegt, um die Ausbildung einer Debye-Schicht zu verhindern, die einen zusätzlichen Spannungsabfall von ca. 1 Volt verursachen würde. Mittels einer Sonde werden dann die Linien oder Flächen gleichen Potentials gemessen, wobei dies mit der Poggendorffschen Kompensationsmethode geschieht. Das elektrische Feld kann dann einfach abgeleitet und dargestellt werden, da dessen Feldlinien senkrecht auf den Äquipotentiallinien stehen. Aufgrund der geringen Spannungen findet aber keine nennenswerte Elektrolyse der Lösung statt.
Der elektrolytische Trog ist Teil mancher Lehrpläne und Universitätspraktika.